# Dana (Nord)
Koordinaten: 36° 13′ 0″ N, 36° 46′ 0″ O
Dana, auch ad-Dana, Dana (Nord) im Unterschied zu Dana (Süd); ist eine Kleinstadt im Nordwesten von Syrien im Gebiet der Toten Städte. Von der gleichnamigen römischen und frühbyzantinischen Siedlung blieb nur ein kleines Grabmonument aus dem 2. Jahrhundert n. Chr. erhalten.

## Lage
Dana ist der Hauptort der gleichnamigen Ebene und liegt im Gouvernement Idlib etwa drei Kilometer nördlich der von Aleppo nach Westen zum türkischen Grenzübergang bei Bab al-Hawa führenden Schnellstraße. Die mit dem Anbau von Obstbäumen und Getreide landwirtschaftlich intensiv genutzte Ebene wird im Süden von den karstigen Hügeln des Dschebel Barisha und im Norden des Dschebel Halaqa begrenzt, die beide Teil des nordsyrischen Kalksteinmassivs sind. Die Bezeichnung Dana (Nord) dient als Abgrenzung von Dana (Süd) im südlich gelegenen Bergland des Dschebel Zawiye (bei Jerada), wo ein frühbyzantinisches Pyramidengrab erhalten ist. Dana liegt auf 390 Meter Höhe fünf Kilometer westlich von Der Turmanin und etwa 15 Kilometer südlich von Deir Seman, zwei in derselben Zeit bedeutende Klostersiedlungen.

## Antikes Ortsbild und Geschichte
Durch die Ebene führte in römischer Zeit die Fernhandelsstraße zwischen Aleppo und Antiochia, von der zwei bis drei Kilometer südlich von Dana (bei Tall Karameh) ein gepflasterter Abschnitt erhalten blieb. Am südlich gelegenen Dschebel Barisha ist in Baqirha ein 161 n. Chr. datierter römischer Tempel teilweise erhalten, ein weiterer römischer, Zeus Bomos geweihter Tempel stand auf dem 850 Meter hohen Gipfel des Dschebel Sheikh Barakat (südlich von Refade) im Norden der Ebene. Im Westen lag der 164 n. Chr. eingeweihte Tempel von Srir. Diese Wallfahrtsstätten auf den Bergen, die vermutlich einen frühgeschichtlichen Ursprung hatten, umgaben die fruchtbare und verkehrsgünstig gelegene Ebene von Dana auf drei Seiten.

### Römisches Grabmal
Aus dem 2. Jahrhundert n. Chr. ist ein kleines, freistehendes Grabmonument vollständig erhalten. Der pavillonartige Bau, dessen flach-geschwungenes Pyramidendach auf vier Säulen (griechisch tetrastyl) mit ionischen Kapitellen ruht, ist der sichtbare Teil eines unterirdischen Grabraums. Ein solches Baldachingrab war in der Region sehr selten, ein weiteres ist aus Brad im Dschebel Siman bekannt; in Refade und Sermada ist in der Nähe jeweils ein Zwei-Säulen-Grabmonument mit darübergelegtem Architrav erhalten.
Die Säulen stehen auf einem zweistufigen Podest aus vier Steinreihen, deren oberste zu einem Gesims mit einer weit ausladenden Hohlkehle geformt ist. Vier Architravsteine bilden ein mehrfach profiliertes Dachgesims. Gertrude Bell bezeichnete in den Erinnerungen ihrer Reise von 1905 durch Syrien das Monument als „lieblichstes Denkmal Nordsyriens.“
Als Ursprung dieser Bauform gilt der griechische tetrastyle Altar, der grundsätzlich einen Podestunterbau besaß. Tetrapylone als Grabbauten stammen in Italien aus dem 1. Jahrhundert n. Chr. In Nordafrika gehörten sie zur libysch-phönizischen Tradition. Die meisten Tetrapylone in Syrien waren markante Wegmarken an Straßenkreuzungen im Zentrum von Städten. Sie standen entweder frei oder wurden wie in Palmyra in Verbindung mit Kolonnaden an den Straßenachsen errichtet.

### Kirche
Der Ort war in der römischen und der nachfolgenden frühbyzantinischen Zeit bewohnt, als die Mehrzahl der Siedlungen allgemein nicht in den Ebenen lagen, sondern in den umliegenden Kalksteinhügeln vom 4. bis zum 7. Jahrhundert ihre Blütezeit erlebten. Mit dem Einweihungsjahr 483 n. Chr. laut einem Inschriftenstein an der Westwand ist eine kleine Kirche überliefert. Von den zahlreichen Kirchenbauten im Gebiet der Toten Städte sind im 5. Jahrhundert nur von zehn inschriftliche Datierungen bekannt. Die frühesten detaillierten Beschreibungen der meisten nordsyrischen Kirchen stammen von Melchior Comte de Vogüé aus den 1860er Jahren. Er war zwar auch in Dana, erwähnt aber diese Kirche nicht, vermutlich weil sie zu seiner Zeit bereits zerfallen war. Die einzige Beschreibung von der damals zumindest teilweise noch aufrechtstehenden Kirche lieferten Charles Texier und Richard Popplewell Pullan nach ihrer Reise von 1840. Den Türsturz mit der Inschrift fand Howard Crosby Butler in der Nachbarschaft in einem neuen Wohnhaus vermauert. Er war 1899–1900 als Leiter einer Expedition der amerikanischen Princeton University unterwegs.
Das dreischiffige Gebäude besaß einen ungewöhnlichen, breitrechteckigen Grundriss. Es gab drei Säulen an jeder Arkade des Mittelschiffs. Die runde Apsis im Osten war von seitlichen Apsisnebenräumen umgeben, die ohne direkte Verbindung zum Altarraum nur von den Seitenschiffen aus zugänglich waren. Der einzige Eingang der Kirche lag in der westlichen Giebelseite. Die schmucklosen Fenster hatten einen aus einem Sturzstein gefertigten Rundbogen, eine Fensteröffnung lag in der Mitte der Apsis. Die Säulen trugen korinthische Kapitelle mit ungezackten Blättern; der hufeisenförmige Triumphbogen an der Altarwand war durch mehrfache Profilbänder verziert; ein Gesims verlief entlang der inneren Apsiswand.
Der Säulenstellung entsprechend fanden sich an den Seitenwänden Pilaster mit unklarer Funktion. Zusammen mit dem merkwürdigen Grundriss ließen sie die Frage nach einem möglichen Vorgängerbau aufkommen. Es könnte ein Kirchengebäude aus dem 4. Jahrhundert gegeben haben, dessen Dach ursprünglich von Querbögen getragen war. Eine derartige Dachkonstruktion ist aus dem Hauran bekannt, wäre aber für das Gebiet der Toten Städte einzigartig. Das Datum 483 würde sich dann auf den Umbau beziehen.